# Magid Mohamed
Magid Mohamed (en árabe: ماجد محمد‎; Jartum, Sudán; 1 de octubre de 1985) es un futbolista de Catar nacido en Sudán que juega en la posición de centrocampista y que actualmente milita en el Al-Shamal SC de la liga de fútbol de Catar.

## Carrera

### Club
| Periodo   | Club                     | Apariciones | Goles |
| --------- | ------------------------ | ----------- | ----- |
| 2004–2005 | Al-Sailiya SC            | 11          | 3     |
| 2005–2009 | Al Sadd SC               | 68          | 17    |
| 2008–2009 | → Al-Sailiya SC (cedido) | 10          | 1     |
| 2009–2010 | Al Sadd SC               | 20          | 5     |
| 2010–2011 | Al-Sailiya SC            | 18          | 2     |
| 2011–2012 | Al Sadd SC               | 17          | 6     |
| 2012–2017 | El Jaish SC              | 85          | 9     |
| 2017–2020 | Al Ahli Doha             | 47          | 2     |
| 2020–     | Al-Shamal SC             |             |       |

### Selección nacional
Jugó para Qatar en 80 ocasiones de 2003 a 2016 y anotó 13 goles; participó en tres ediciones de la Copa Asiática y ganó la medalla de oro en los Juegos Asiáticos de 2006.

## Logros
- Liga de fútbol de Catar (3): 2005-06, 2006-07, 2012-13
- Copa del Emir de Catar (1): 2006-07
- Copa de Catar (5): 2006, 2007, 2008, 2014, 2016
- Copa del Jeque Jassem (1): 2006
- Liga de Campeones de la AFC (1): 2011
- Segunda División de Catar (1): 2004-05
- Copa de la Segunda División de Catar (2): 2005, 2011